# 電磁誘導

電磁誘導の模式図。左のコイルには交流電流が供給されており、それによって右の回路に誘導電流が発生している。

電磁誘導（でんじゆうどう、英語: electromagnetic induction）とは、磁束が変動する環境下に存在する導体に電位差が生じる現象である。また、このとき発生した電流を誘導電流という。
一般には、マイケル・ファラデーによって1831年に誘導現象が発見されたとされるが、先にジョセフ・ヘンリーに発見されている。また、フランセスコ・ツァンテデシが1829年に行った研究によって、既に予想されていたとも言われる。
ファラデーは、閉じた経路に発生する起電力が、その経路によって囲われた任意の面を通過する磁束の変化率に比例することを発見した。すなわち、これは導体によって囲われた面を通過する磁束が変化した時、すべての閉回路には電流が流れることを意味する。これは、磁束の強さが変化した場合や、導体が移動した場合でも同じである。
電磁誘導は、発電機、誘導電動機、変圧器など多くの電気機器の動作原理となっている。

## 電磁誘導における起電力
ファラデーの電磁誘導の法則は、次のように示される。
{\displaystyle {\mathcal {E}}=-{{d\Phi } \over dt}}
ここで、{\displaystyle {\mathcal {E}}}は起電力（V）、{\displaystyle \Phi } は磁束（Wb）とする。
同じ領域にN回巻かれたコイルが置かれた場合、ファラデーの電磁誘導の法則は、次のようになる。
{\displaystyle {\mathcal {E}}=-N{{d\Phi } \over dt}}
ここで、Nは電線の巻数とする。
起電力は磁束の変化の方向に向かって左回りに発生するが、物理学の慣習では向かって右回りが正であるとされるため（右ねじ関係）、左ねじ関係であるファラデーの電磁誘導の式には負号がつく。つまり、ファラデーの電磁誘導の式は起電力の大きさだけでなく向きも示している（向きだけを示した法則として、レンツの法則とフレミングの右手の法則がある）。

## マクスウェル方程式を用いた説明
電場Eと磁束密度Bとの間には、
{\displaystyle \mathrm {rot} {\boldsymbol {E}}=-{\frac {\partial {\boldsymbol {B}}}{\partial t}}}
 という関係式が成り立つ。これはマクスウェルの方程式の中の1つであるが、この式のことをファラデーの電磁誘導の法則と呼ぶこともある。

導体が移動せず、磁束密度Bのみが変化する場合を考える。空間内にある面Sを考え、その外周をCとする。上式の両辺をS上で面積分すると、左辺はストークスの定理を用いて、
{\displaystyle \int _{S}\mathrm {rot} {\boldsymbol {E}}\cdot d{\boldsymbol {S}}=\int _{C}{\boldsymbol {E}}\cdot d{\boldsymbol {r}}={\mathcal {E}}}
 となる。一方、右辺は、
{\displaystyle \int _{S}\left(-{\frac {\partial {\boldsymbol {B}}}{\partial t}}\right)\cdot d{\boldsymbol {S}}=-{\frac {d}{dt}}\int _{S}{\boldsymbol {B}}\cdot d{\boldsymbol {S}}=-{\frac {d\Phi }{dt}}}
 となる。以上より、先に述べた 
{\displaystyle {\mathcal {E}}=-{\frac {d\Phi }{dt}}}
 が得られる。

## ローレンツ力を用いた説明
磁束密度 B が時間的に変化せず、導体上の閉じた経路 C の形が変化する場合を考える。このとき電磁誘導の法則は、導体内の電荷に及ぼされるローレンツ力で説明することができる。
経路 C 上の点を位置ベクトル r で表し、C の各点が速度 v(r) で動いているものとする。すると C 上の電荷 q の粒子が受けるローレンツ力は
{\displaystyle {\boldsymbol {F}}({\boldsymbol {r}})=q{\boldsymbol {v}}({\boldsymbol {r}})\times {\boldsymbol {B}}({\boldsymbol {r}})}
となる。これは C 上に
{\displaystyle {\boldsymbol {E}}({\boldsymbol {r}})={\boldsymbol {v}}({\boldsymbol {r}})\times {\boldsymbol {B}}({\boldsymbol {r}})}
で表される電場 E が生じているのと等価だから、起電力 ℰ は、
{\displaystyle {\mathcal {E}}=\int _{C}{\boldsymbol {E}}\cdot d{\boldsymbol {r}}=\int _{C}({\boldsymbol {v}}\times {\boldsymbol {B}})\cdot d{\boldsymbol {r}}}
となる。
一方、C が動くことによって C を貫く磁束が変化する。C 上の点 r から C 上を反時計回りに進んだ微小な線分を dr と表す。線分 dr は微小な時間 dt の間に v(r) dt だけ動くため、C を貫く磁束 Φ の変化に対する線分 dr の寄与は、
{\displaystyle d^{2}\Phi =({\boldsymbol {v}}dt\times d{\boldsymbol {r}})\cdot {\boldsymbol {B}}=-({\boldsymbol {v}}\times {\boldsymbol {B}})\cdot d{\boldsymbol {r}}\,dt}
となる。これを C 上で積分し、両辺を dt で割ると、
{\displaystyle {\frac {d\Phi }{dt}}=-\int _{C}({\boldsymbol {v}}\times {\boldsymbol {B}})\cdot d{\boldsymbol {r}}}
となる。前述の起電力 ℰ の式から、
{\displaystyle {\mathcal {E}}=-{\frac {d\Phi }{dt}}}
が得られる。

## 電磁誘導加熱
コイルに電流を流すと磁場が発生する。この上に金属を置くと、電磁誘導により渦電流が発生し、抵抗により金属が発熱する。
これを電磁誘導加熱（IH）といい、産業用途では、ベアリングなどの部品を加熱するために用いられる。家庭用ではIHクッキングヒーターを代表とする電磁調理器が普及している。
IH調理器の場合、基本的には鉄やステンレスといった磁石に吸い付く性質のある金属でないと使用できなかったが、最新ものでは周波数や電流の流れ方を工夫することによって、アルミニウムや銅など金属であれば使えるものもある。ただし、鍋の底は平滑なものでなければならず、鉄製でも中華鍋のような底の丸いものは渦電流が発生しにくいので使えない。
また、IHクッキングヒーターの作動中は強い電磁波が発生しているため、心臓ペースメーカーが誤動作を起す可能性があり、導入に際しては医師に相談する必要もあるとされる。骨折等により体内への医療金属素材を使用している場合にも相談する必要がある。

## 電磁波
時間変動する電場と磁場が空間を伝わってゆく現象。電磁誘導の法則とアンペールの法則から光速で空間を進行する電磁波の波動方程式が導かれる。電磁波とはその波動方程式の解であり、磁場あるいは電場の時間変化が互いの時間変化を作って空間を伝わっていく解である。また光も電磁波の一種である。

## 電磁推進
ローレンツ力や誘導磁場によって推進する手段で、レールガンやリニアモーター等に応用される。また、船の推進装置として実験船ヤマト1が作られた。